# Lambres-lez-Douai

Lambres-lez-Douai este o comună în departamentul Nord, Franța. În 1 ianuarie 2022 avea o populație de 4.902 de locuitori.